# Eupithecia cingulata
Eupitecia cingulata es una especie de polilla de la familia Geometridae. La especie fue descrita por primera vez por Hugo Theodor Christoph en 1885 y se puede encontrar distribuido en Turkmenistán, en los alrededores de Asjabad.